# Кызылсай (приток Карасу)
Кызылса́й (узб. Qizilsoy, Қизилсой — «красная река») — горная река (сай) в Паркентском и Юкарычирчикском районах Ташкентской области, левый приток Левобережного Карасу. В верхнем течении носит название Башкызылса́й (узб. Boshqizilsoy, Бошқизилсой).
Благодаря живописной природе и историческим памятникам долина Башкызылсая является объектом туризма.

## Общее описание
Длина реки составляет 54 км, площадь водосбора — 363 км². Питание, в основном, снеговое, частично дождевое, из-за чего наблюдаются сезонные колебания в уровне воды. Кызылсай полноводен с февраля по март, на август и сентябрь приходится самый маловодный период (расход воды составляет 0,11—2,22 м³/с). Среднемноголетний расход воды, измеренный в 23 километрах от устья, равен 1,46 м³/с.

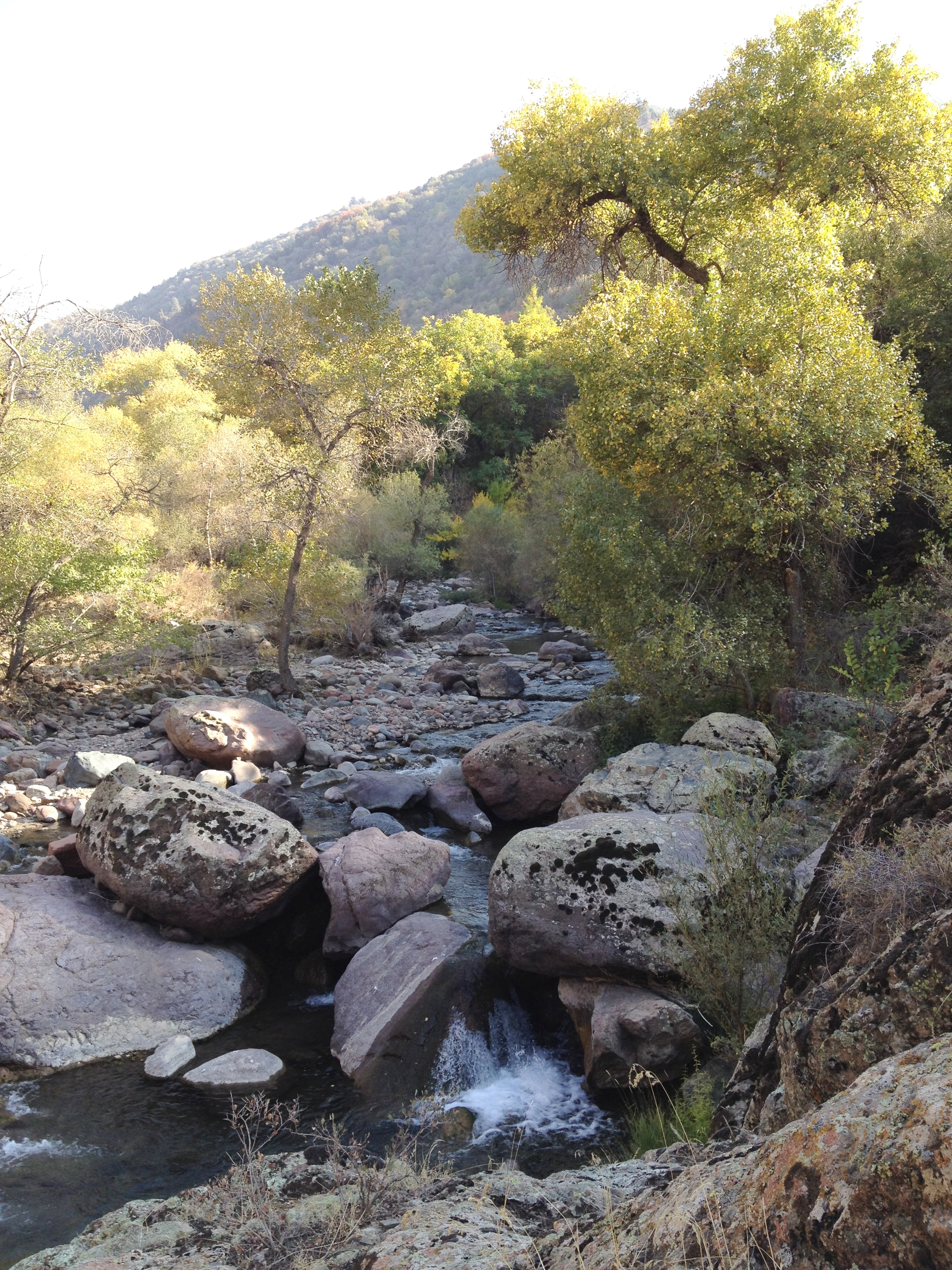
Башкызылсай на территории Чаткальского заповедника

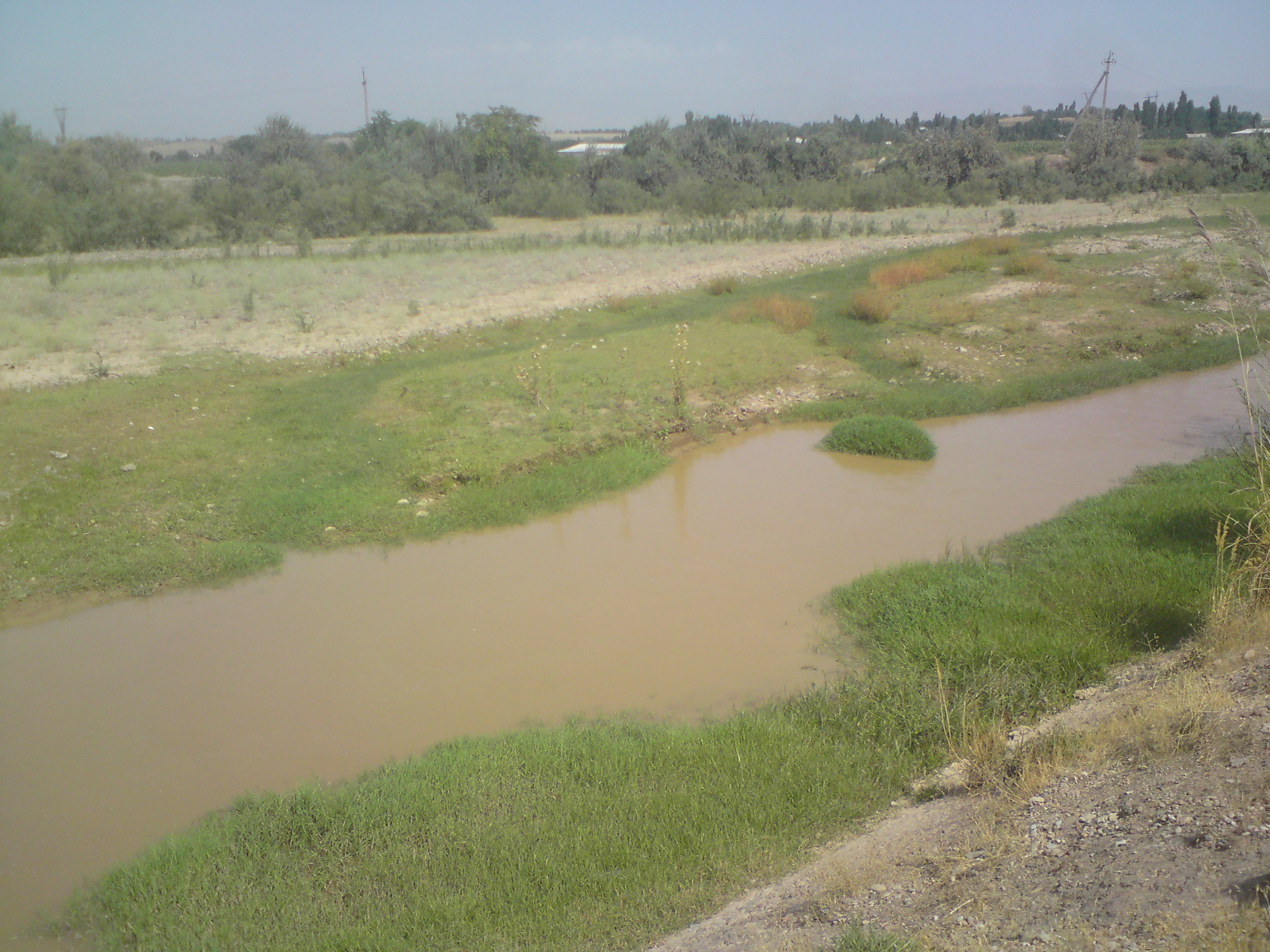
Кызылсай в августе, перед впадением в Левобережный Карасу

## Течение реки
Исток Кызылсая (Башкызылсая) расположен в западной части Чаткальского хребта, на территории Башкызылсайского участка Чаткальского заповедника. Берёт начало от склоновых родников на высоте 3040 метров (по другим данным — 3080 метров) над уровнем моря, 200—400 м ниже вершинных гребней. Исток сая находится в полукилометре от вершины Кызылнура.
От истока течёт на юго-запад, вскоре поворачивает к югу, затем к западу и вновь к юго-западу. В верховьях русло зажато каменными утёсами, на реке имеются водопады и тихие заводи, где собираются крупные рыбы. За поворотом с юга на запад река образует водопад высотой 8 метров. Вбирает в себя несколько притоков; согласно «Национальной энциклопедии Узбекистана» название Башкызылсай сохраняется до впадения Акташсая, однако на топографических картах Генштаба оно используется и ниже, по крайней мере, до впадения Гаухансая. В районе слияния с Гаухансаем снова приобретает восточно-западное направление, которое, в целом, сохраняет практически до устья. По берегам произрастают арчовники.
Ниже по течению на правом берегу Кызылсая располагаются населённые пункты Невич, Намданак, Навдак, Шампан, Каратухум, Кангли; на левом берегу, при впадении сезонного притока Чавлисай — посёлок городского типа Красногорский. Близ Невича течёт в каньоне с нагромождениями скал, заваленном крупными каменными обломками. Здесь расположен археологический памятник — наскальные изображения Башкызылсая. В районе Красногорска на Кызылсае созданы зоны отдыха. Близ Кангли пересекает автодорогу Р-16.
Вода реки частично забирается на орошение. По данным «Национальной энциклопедии Узбекистана» близ Ташсая русло Кызылсая полностью обезвоживается. Согласно топографическим картам Генштаба западнее Красногорского Кызылсай продолжается в виде урочища с пересыхающим водотоком. На карте Ташкентской области, составленной Госкомгеодезкадастром, Кызылсай обозначен непересыхающим вплоть до впадения. В нижнем течении пересекает Паркентский магистральный канал и канал Хандам (Хандам — по дюкеру). От последнего и до устья течёт на северо-восток.
Кызылсай является притоком Левобережного Карасу, подходя к нему близ населённого пункта Саспага, непосредственно перед отходом Ташкентского канала, на высоте около 440 м. Место при слиянии водотоков известно под названием Кушнадарё («Пара рек») и почитается в качестве святого.

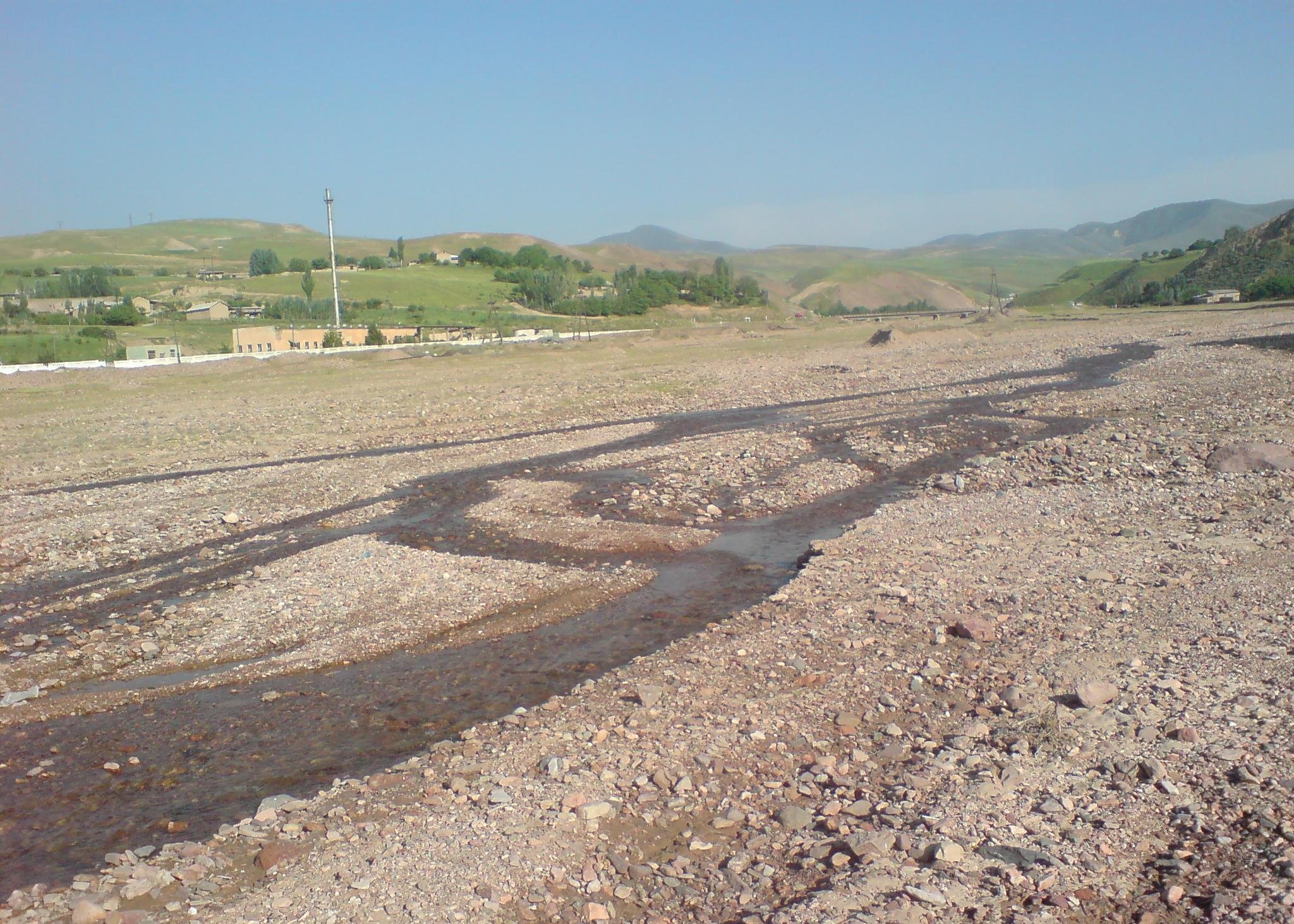
Чавлисай,
непостоянный левый приток Кызылсая

## Притоки Кызылсая
Притоками реки являются Кизилсай, Супаташсай, Тегермонташсай, Тариклар, Минорасай, Акташсай, Кульпаксай, Сохтасонсай, Гаухана (Гаухансай), Казнакоксай, Мурадоксай, Тахтаходжасай. Близ Красногорска в Кызылсай впадает пересыхающий в низовьях приток Чавлисай.

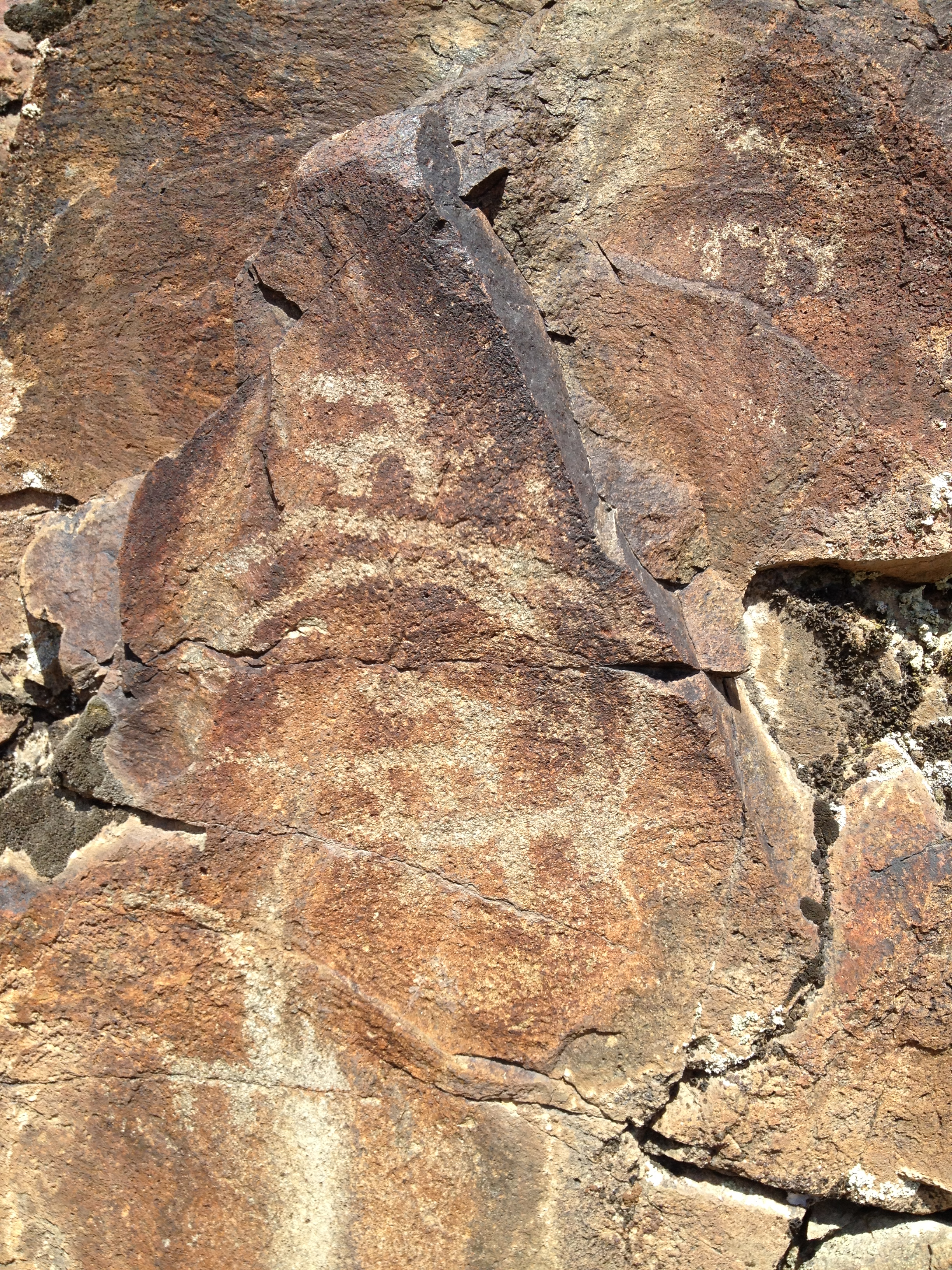
Группа петроглифов на одном камне, Башкызылсай

## Археологические памятники
В междуречье Чирчика и Ахангарана к югу от Левобережного Карасу, по долинам рек Кызылсай, Сукоксай и Паркентсай зафиксирован целый ряд археологических памятников.
В ущелье, образованном верховьями Башкызылсая, на правом берегу реки (в районе кишлака Невич), высечено свыше 600 петроглифов древнего и раннесредневекового периода (I тысячелетие до н. э. — I тысячелетие н. э.), известные как наскальные изображения Башкызылсая. Рисунки изображают людей, домашних и диких животных, круговые солярные символы, а также сцены (охота, скотоводство, религиозные обряды). Недалеко от наскальных рисунков, на вершине горной гряды, имеются курганы саков.
По левому берегу Башкызылсая, в 4 км к юго-западу от кишлака Намданек, расположено безымянное тепе (холм-городище). Оно было обнаружено в 1969-м году Приташкентским геоморфологическим отрядом Института географии АН СССР. Поблизости, в самом селении, расположенном между Башкызылсаем и Еттырыксаем сохранилось крупное городище со следами цитадели, известное как Намданек или Искитепе. Собранный подъёмный материал охватывает период от первых веков нашей эры до XIII века. Памятник был отмечен Чаткало-Кураминским отрядом в 1963-м году. Этот же отряд отметил расположенное напротив Искитепе городище Чаллактепе, стоящее на левом берегу реки. Чаллактепе представляет собой холм высотой до 45 м (верхние 11 м являются искусственной кладкой из кирпича-сырца) и диаметром верхней площадки до 60 м. Подъёмный материал данного памятника относится к IV—VI векам нашей эры. Ещё одно безымянное тепе было выявлено в 1969 году вдоль левобережья Кызылсая в нижнем течении, в 1 км южнее совхоза «Уртасарай». По состоянию на 1973-й год раскопки всех этих городищ не производились.
Кроме того, два городища располагаются близ впадения Кызылсая в Карасу, в 400 м ниже по течению и в 500 м к юго-востоку: первое — безымянное тепе, второе известно под названием Кыркбуран. Оба памятника были найдены в 1940-м году А. И. Тереножкиным. Безымянное городище имеет культурный слой мощностью 2 м, сверху с перекрытием галечника и лёсса. Обнаруженный на нём подъёмный материал разделяется по датировке на I—III и X—XII века нашей эры, раскопки к 1973-м году не проводились. Кыркбуран представляет собой руины прямоугольной формы с остатками замка в северной части, с культурными слоями IV—VII и X—XII веках нашей эры.